# Каменка (полигон)
Ка́менка — действующий полигон Вооружённых Сил Российской Федерации (ВС России), расположенный около посёлка Каменка Выборгского района Ленинградской области.
Полигон также известен как Бобочинский полигон.
Общевойсковой полигон создан в 1948 году в Ленинградском военном округе (ЛенВО) ВС СССР, на землях площадью 19597,5 га. Рядом с полигоном расположена станция железной дороги Кирилловское, где оборудованы соответствующие платформы для погрузки/выгрузки тяжёлой военной техники.
Каменка является общевойсковым полигоном 138-й гв. мотострелковой бригады Западного военного округа ВС России (до 2010 года Ленинградского ВО). На полигоне проводятся также совместные учения с участием иностранных военнослужащих.